# 正浸透
正浸透（せいしんとう）とは浸透プロセスの一種。逆浸透同様に半透膜を使用する。正浸透では、半透膜を挟んで、薄い溶液の側から濃い溶液の側に水が移動する。その現象を利用して、塩水を淡水化したり、発電に利用したりする。英語ではforward osmosis（FO）と言う場合が多いが、engineered osmosis、manipulated osmosisという場合もある。
効率の悪さなどの課題もあるが、アメリカのHydration Technology Innovations社（HTI）、イギリスのModern Water社などが一部実用化に成功している。

## 原理
浸透圧と流体圧の関係は、次のように表すことができる。
ここで{\displaystyle J_{w}}は水の流束、{\displaystyle A}は半透膜の透水性、{\displaystyle \Delta \pi }は半透膜の両面の浸透圧差、{\displaystyle \Delta P}は半透膜の両面の静水圧差である。（{\displaystyle \Delta \pi }よりも{\displaystyle \Delta P}が大きくなると、逆浸透となる。）ただし現実の水の動きはこの式で表せるような単純なものでは無く、膜、水の流れ、溶液の性質が複雑に関係する。

## 利用

### 海水淡水化

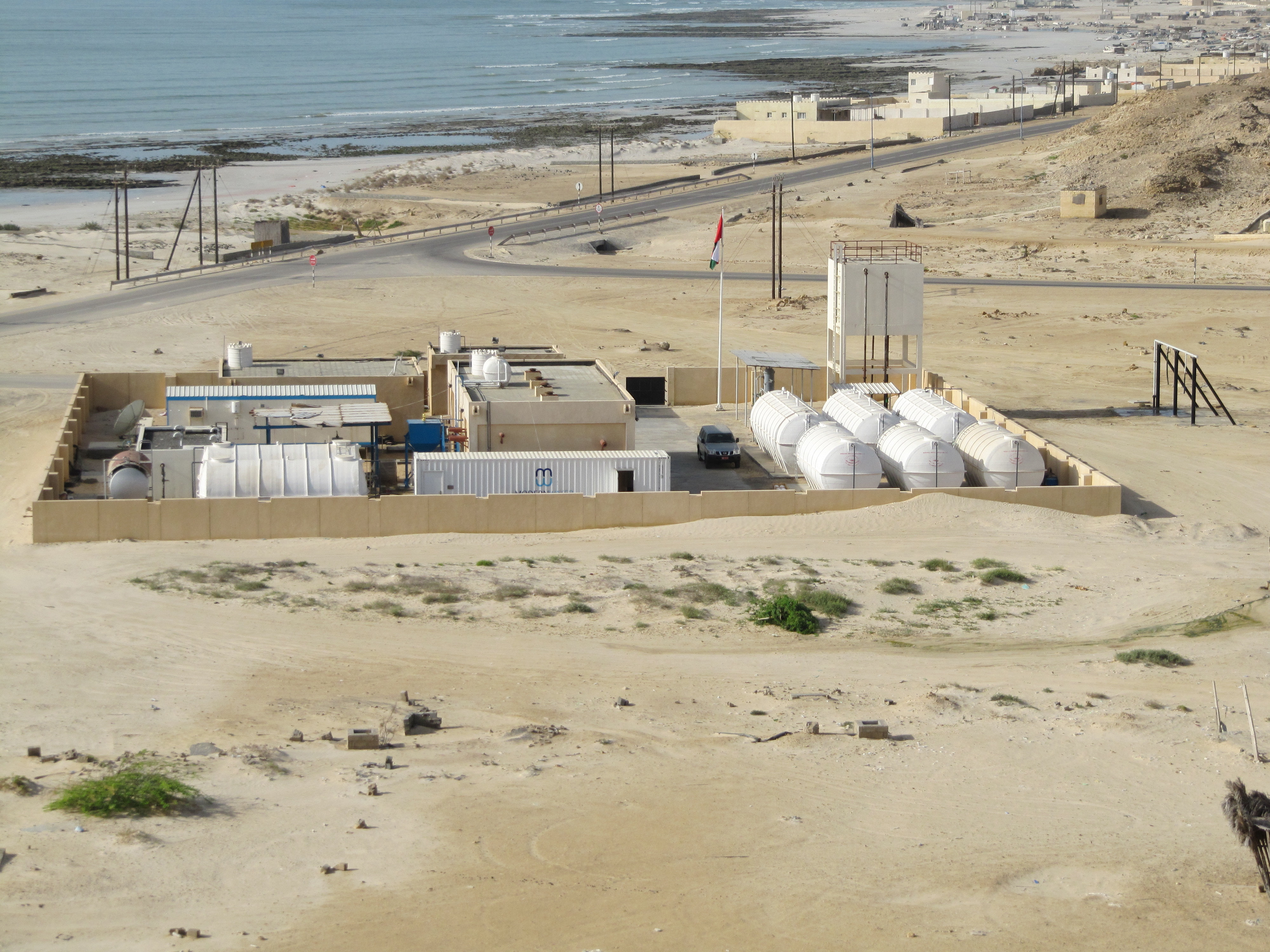
オマーンのアル＝カラフにある正浸透膜造水設備

水から半透膜を使って溶質を取り除く分離操作も、正浸透技術の一つである。処理したい溶液に半透膜を介してより高濃度の溶液（ドロー溶液という）を触れさせ、処理したい溶液から水を吸い取る。そして、水を吸い取った高濃度の液から何らかの方法で溶質を取り除き、純水を得る。
この技術に用いるドロー溶液の溶質には、除去が容易なものが用いられる。例えば、温度で溶解度が大きく変わる硝酸カリウムなどの無機塩、磁力で分離可能なマグネトフェリチン、低温でガス化するものなどである。最後の例として、炭酸水素ナトリウムと水酸化アンモニウムの混合物を使い、水を吸い取った後の溶液を加熱して、溶質を二酸化炭素ガスとアンモニアガスに分解する方法などが提案されている。
この技術の主要課題テーマの一つは、ドロー溶液の開発である。溶質にアンモニアと二酸化炭素からなる化合物が使われる場合が多く「アンモニア二酸化炭素FOシステム」と呼ばれている。この溶液を、例えば常圧で60℃に加熱することで、溶質をアンモニアや二酸化炭素などのガスに変換して除去することができる。除去された溶質は、再び溶質に戻して再利用する。この場合、溶質の除去に必要な熱は少量で済むため、コジェネレーションなどの余熱を利用することで、逆浸透を使うよりもエネルギーコストを減らすことができる。
この技術の欠点は、溶質の完全除去が難く、水質の高い純水を得にくいことである。また、現在の技術では半透膜の透水性が低いため、処理速度が遅いことも挙げられる。
イギリスのモダン・ウォーター社がオマーンとジブラルタルに、正浸透技術を使った淡水化プラントを設置している。

### 発電

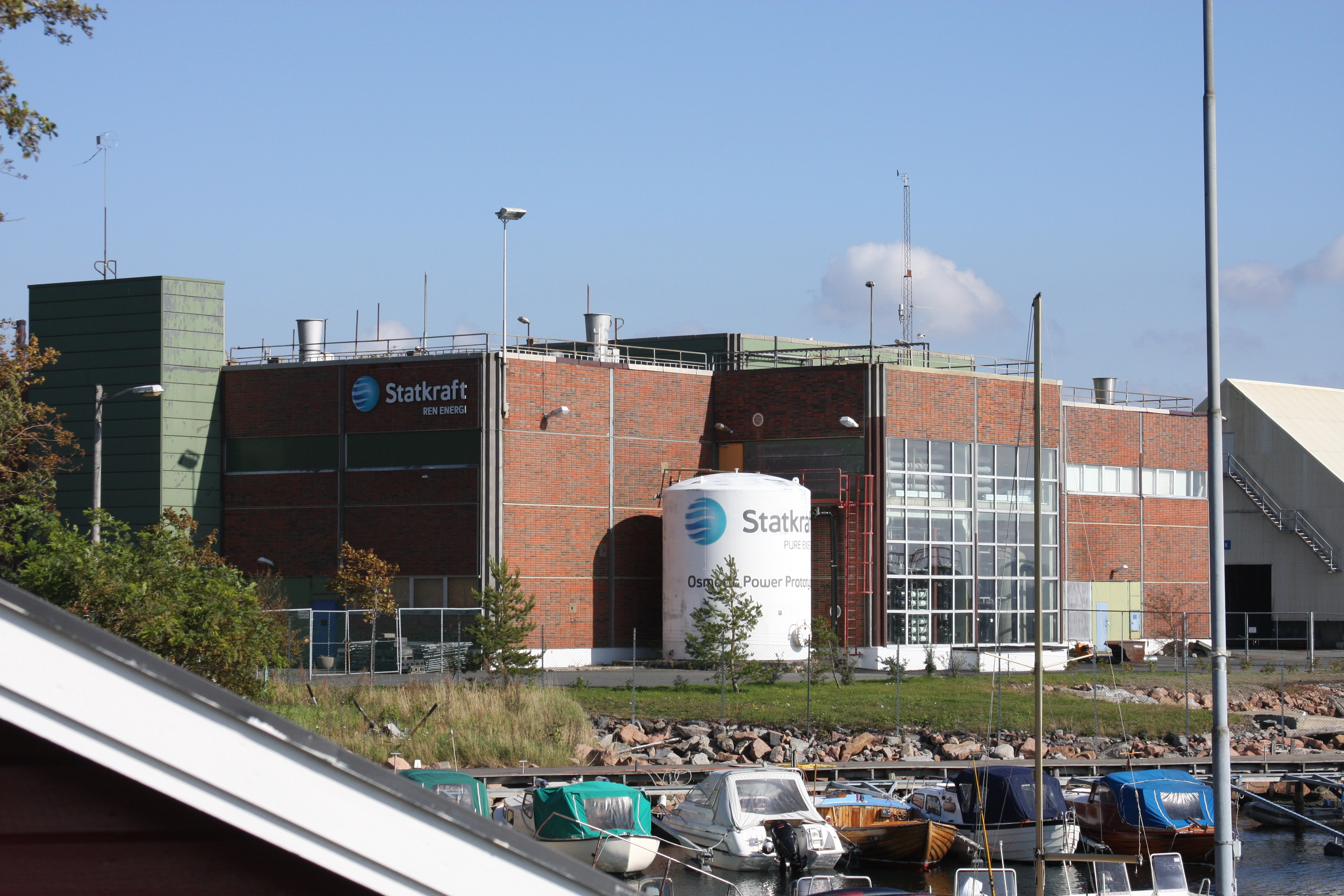
フールムの正浸透発電設備

半透膜を使った塩分濃度差発電は正浸透の利用技術の一つである。（なお塩分濃度差発電の全てが正浸透を利用しているわけではなく、別の原理のものもある。）海水と淡水を半透膜を挟んで接触させると、浸透圧により水流が発生する。この水流を利用してタービンを回して発電する。河口などで行えば、海水と淡水が同じ場所で採取できるので、安定した発電ができる。
実用化の例として、ノルウェーの電力大手スタットクラフトが、同国ブスケルー県にあるフールムに、世界初の正浸透発電プラントを設置している。

### 緊急浄水器
病原体や有害物質を含む水の浄化にも正浸透技術が用いられる。ただし、純水を得るのではなく、汚水中の水分を、高濃度のグルコースやフルクトースなどの溶液に抽出し、それをそのまま飲用に用いる。尿の再利用に使う場合もあり、バックパッカーや兵士が乾燥地域で生活する場合などに用いられる 。救命ボートに備え付けて海難時に利用することも検討されている。
NASAは、汚染水から正浸透で水を取り出して糖液を作る装置に、水を取り出す時に生じた浸透圧で発電してその装置の動力源とする仕組みを開発している。

### 冷却塔での純水製造
冷却塔の中には、水を蒸発させ、その蒸発熱を利用するものがある。蒸発で失われた水は外部から補う必要があるが、その水に塩分が含まれていると、蒸発で塩分が濃縮していくので、冷却効率も落ちるし故障も増える。純水を補えば問題は少なくなるが、コストが上昇する。これを防ぐため、正浸透膜を使い、水分を海水から補うことも試みられている。この方法であれば、純水は海水からいわば自然と得られるため、エネルギーコストが安くつくという利点がある。

## 関連文献
- Cath, T; Childress, A; Elimelech, M (2006). “Forward osmosis: Principles, applications, and recent developments”. Journal of Membrane Science 281:  70–87. doi:10.1016/j.memsci.2006.05.048.